# Élections municipales de 1904 en Ille-et-Vilaine
Les élections municipales en Ille-et-Vilaine ont eu lieu les 1er et 8 mai 1904.

## Maires sortants et maires élus
| Commune             | Population | Maire sortant                     | Parti | Parti    | Maire élu                         | Parti | Parti    |
| ------------------- | ---------- | --------------------------------- | ----- | -------- | --------------------------------- | ----- | -------- |
| Bain-de-Bretagne    | 4 788      | Jean-Marie Gislais                |       | Prog.    | Jules Jouin                       |       | Rép.G    |
| Bazouges-la-Pérouse | 3 578      | Marie-Joseph Delafosse            |       | Cons.    | Marie-Joseph Delafosse            |       | Cons.    |
| Cancale             | 6 549      | Esprit Bailly                     |       | Rép.     | Esprit Bailly                     |       | Rép.     |
| Combourg            | 5 204      | Valentin Cutté                    |       | Rép.     | Valentin Cutté                    |       | Rép.     |
| Dinard-Saint-Énogat | 4 787      | Jean-Marie Degas                  |       | Prog.    | Jean-Marie Degas                  |       | Prog.    |
| Dol                 | 4 708      | Victor Planson                    |       | Rép.     | Victor Planson                    |       | Rép.     |
| Fougères            | 20 952     | Gaspard Petit                     |       | Lib.     | Louis Desrues                     |       | Rép.     |
| Grand-Fougeray      | 3 861      |                                   |       |          | Jean-Marie Chupin                 |       | Cons.    |
| Guichen             | 3 572      | Jules Diéras                      |       | Prog.    | Jules Diéras                      |       | Prog.    |
| Iffendic            | 4 028      | Aimé Neveu                        |       | Prog.    | Aimé Neveu                        |       | Prog.    |
| Janzé               | 4 434      | Armand Jouault                    |       |          | André de Villoutreys de Brignac   |       | Rép.lib. |
| Louvigné-du-Désert  | 3 716      | Ferdinand Baston de La Riboisière |       | Prog.    | Ferdinand Baston de La Riboisière |       | Prog.    |
| Martigné-Ferchaud   | 3 753      | Raoul de Gourden                  |       | Rép.lib. | Raoul de Gourden                  |       | Rép.lib. |
| Maure               | 3 829      | François Barbotin                 |       | Cons.    | François Barbotin                 |       | Cons.    |
| Paramé              | 5 140      | Louis Maillard                    |       |          | Louis Maillard                    |       |          |
| Pipriac             | 3 878      | Louis Lebreton                    |       |          | Louis Boutié                      |       |          |
| Plélan              | 3 565      | Francois Aubry                    |       |          | François Louis de Rochebouët      |       | Cons.    |
| Pleurtuit           | 4 059      | Joseph Brugaro                    |       | Rép.     | Joseph Brugaro                    |       | Rép.     |
| Redon               | 6 935      | Étienne Gascon                    |       | Rad.     | Étienne Gascon                    |       | Rad.     |
| Rennes              | 74 676     | Eugène Pinault                    |       | Rép.lib. | Eugène Pinault                    |       | Rép.lib. |
| Saint-Malo          | 11 486     | Auguste Le Ny                     |       | Rép.     | Charles Jouanjan                  |       | Rép.G    |
| Saint-Servan        | 12 597     | Léonce Demalvilain                |       | Prog.    | Léonce Demalvilain                |       | Prog.    |
| Vitré               | 10 775     | Georges Garreau                   |       | Rép.G    | Georges Garreau                   |       | Rép.G    |